# Loi logarithmique
En probabilité et en statistiques, la loi logarithmique est une loi de probabilité discrète, dérivée du développement de Taylor de la fonction logarithme népérien. En anglais, cette loi est plutôt appelée logarithmic series distribution ou log-series distribution, pour éviter la confusion avec les lois dont les variables sont les logarithmes de variables suivant d'autres lois, comme la loi log-normale.

## Définition
On part du développement en série entière suivant :
{\displaystyle -\ln(1-p)=p+{\frac {p^{2}}{2}}+{\frac {p^{3}}{3}}+\cdots .}
pour {\displaystyle 0<p<1}. On peut en déduire l'identité qui suit :
{\displaystyle \sum _{k=1}^{\infty }{\frac {-1}{\ln(1-p)}}\;{\frac {p^{k}}{k}}=1.}
On peut en tirer la loi de probabilité d'une variable aléatoire X distribuée selon une loi logarithmique, notée Log(p) :
{\displaystyle f(k;p)=P(X=k)={\frac {-1}{\ln(1-p)}}\;{\frac {p^{k}}{k}}}
pour {\displaystyle k\geq 1}, et où {\displaystyle 0<p<1}.
La fonction de répartition associée est
{\displaystyle F(k)=1+{\frac {\mathrm {B} _{p}(k+1,0)}{\ln(1-p)}}}
où {\displaystyle \mathrm {B} } est la fonction bêta incomplète.

## Relations avec d'autres lois de probabilité
Pour p proche de 0,5, la loi logarithmique tend vers la loi géométrique de paramètre p.
Un mélange loi de Poisson- loi logarithmique possède une loi binomiale négative: si {\displaystyle N} est une variable aléatoire tirée selon une loi de Poisson et que  {\displaystyle X_{i}}, {\displaystyle i} = 1, 2, 3, ... est une série infinie de variables identiquement et indépendamment distribuées selon une loi Log(p), alors
{\displaystyle \sum _{n=1}^{N}X_{i}}
est distribuée selon une loi binomiale négative.

## Applications
Ronald Fisher a utilisé cette loi dans certains modèles de la génétique des populations.